# 名古屋市立鳴子小学校
名古屋市立鳴子小学校（なごやしりつ なるこしょうがっこう）は、愛知県名古屋市緑区鳴子町2丁目にある公立小学校。

## 概要
- 相川1丁目、池上台2丁目、鳴子町1・3・4丁目の一部、鳴子町2丁目、鳴海町の一部（藤川）[1]、万場山1丁目などが通学区域であり、公立中学校の進学先は名古屋市立鳴子台中学校である[2]。
- 鳴子団地の造成に伴い開校した小学校である。校地は鳴子団地内にある。

## 沿革
- 1962年（昭和37年）4月 - 鳴海町立鳴海小学校から分離し、鳴海町立鳴子小学校として開校する。
- 1963年（昭和38年）4月1日 - 愛知郡鳴海町が名古屋市に編入され、名古屋市緑区となる。同時に名古屋市立鳴子小学校に改称する。
- 1971年（昭和46年）
  - 4月 - 分校を設置する。
  - 10月 - 分校が名古屋市立戸笠小学校として独立する。
- 1974年（昭和49年）4月 - 分校を設置する。
- 1975年（昭和50年） - 分校が名古屋市立長根台小学校として独立する。

## 交通アクセス
- 名古屋市営地下鉄桜通線鳴子北駅下車、徒歩約8分。
- 名古屋市営バス植田11系統、鳴子12号系統、鳴子13号系統、鳴子14号系統、鳴子15号系統、鳴子16号系統、幹鳴子1号系統「鳴子町」バス停より徒歩約3分。
- 名鉄バス鳴海線【50系統・51系統】「鳴子町」バス停より徒歩約3分。

## 周辺施設
- 名古屋市立鳴子台中学校
- 名古屋市立長根台小学校
- 名古屋市営地下鉄桜通線鳴子北駅